# Richard Foster (Filmemacher)
Richard Foster (* 1944; † 2018 in Belmopan, Belize) war ein britischer Dokumentarfilmer und Filmemacher, der sich auf Naturdokumentationen spezialisierte und über 40 Jahre in Belize lebte. Er produzierte und drehte insgesamt 16 Naturdokumentationen, von denen viele in Belize entstanden. Einige seiner bekanntesten Werke sind „Selva Verde, The Green Jungle“ und „Amate The Great Fig Tree“.

## Berufliche Karriere
Foster arbeitete aus einem Studio im Tropischen Regenwald in Belize und produzierte Filme für große Netzwerke wie National Geographic und die BBC. Er war an den bekannten Serien Planet Erde und Das Wunder Leben (Life) beteiligt. Foster war ein weltweit anerkannter Filmemacher und Naturschützer. In enger Zusammenarbeit mit dem Belize Zoo und dem Tropical Education Center trug er erheblich zum Schutz der Tierwelt in Belize bei. Gemeinsam mit seiner Frau Carol betrieb er das Savanna Guest House, das auch als Filmstudio diente. Sie wurden für ihre Arbeit mit zwei Emmys und zahlreichen weiteren Auszeichnungen geehrt.

## Werdegang und Leben in Belize
Foster leitete ein Filmteam, das nach 1983 Belize kam, um die Dokumentation „Selva Verde“ zu drehen. Die US-amerikanische Biologin Sharon Matola begleitete das Team und kümmerte sich um die Tiere, darunter ein Ozelot, ein Puma, ein Jaguar und mehrere exotische Vögel. Nach den Dreharbeiten gründete Matola einen provisorischen Zoo für die Tiere, da sie nicht wieder in die Wildnis entlassen werden konnten. Dieser Zoo entwickelte sich später zum Belize Zoo, der 1991 an seinen heutigen Standort am George Price Highway verlegt wurde.
Kurz nach der Produktion des Films ließ sich Foster in Belize nieder und wurde eingebürgert.

## Bekannte Werke
Zu Fosters bedeutendsten Werken zählen unter anderem:
- Land of the Anaconda
- Rat Wars
- Night Stalkers – Predator Bats of Central America
- Journey Through the Underworld
- Jungle Nights
- Feasts of the Giant Sharks
- Realm of the Serpent
- Jaguar: Year of the Cat

## Auszeichnungen
Foster erhielt mehrere Emmy-Auszeichnungen:
- 2001 für herausragende Leistungen in der Beleuchtung für National Geographic Explorer: Phantoms of the Night.[2]
- 2011 für herausragende Kameraleistung in der Naturdokumentation Great Migrations.[7]

## Todesumstände
Im August 2018 wurde Richard Foster nach einem mutmaßlichen Raubüberfall entführt und ermordet. Seine Leiche wurde mit Stichwunden und Kopfverletzungen in der Rivera-Gegend von Belmopan gefunden.